# Tournoi de tennis de Saint-Rémy-de-Provence
Le Trophée des Alpilles est un tournoi international de tennis masculin qui se déroule tous les ans au mois de septembre à Saint-Rémy-de-Provence (Bouches-du-Rhône). Il fait partie du circuit Challenger de l'ATP.

## Histoire
Le tournoi est né en 2009 grâce à l'implication de l'ancien joueur Sébastien Grosjean, originaire de la région et de Bernard Fritz en partenariat avec le Conseil départemental des Bouches-du-Rhône. Il se déroule annuellement début septembre pendant la deuxième semaine de l'US Open, ce qui lui permet d'accueillir des joueurs éliminés dans les qualifications ou au cours des premiers tours. Pour cette raison, le Trophée des Alpilles utilise le même revêtement (dur) et les mêmes balles que le tournoi new-yorkais.
La 9e édition programmée du 4 au 10 septembre 2017 a été annulée pour des raisons financières. En 2018, le Cassis Open Provence le remplace au calendrier Challenger.

## Palmarès

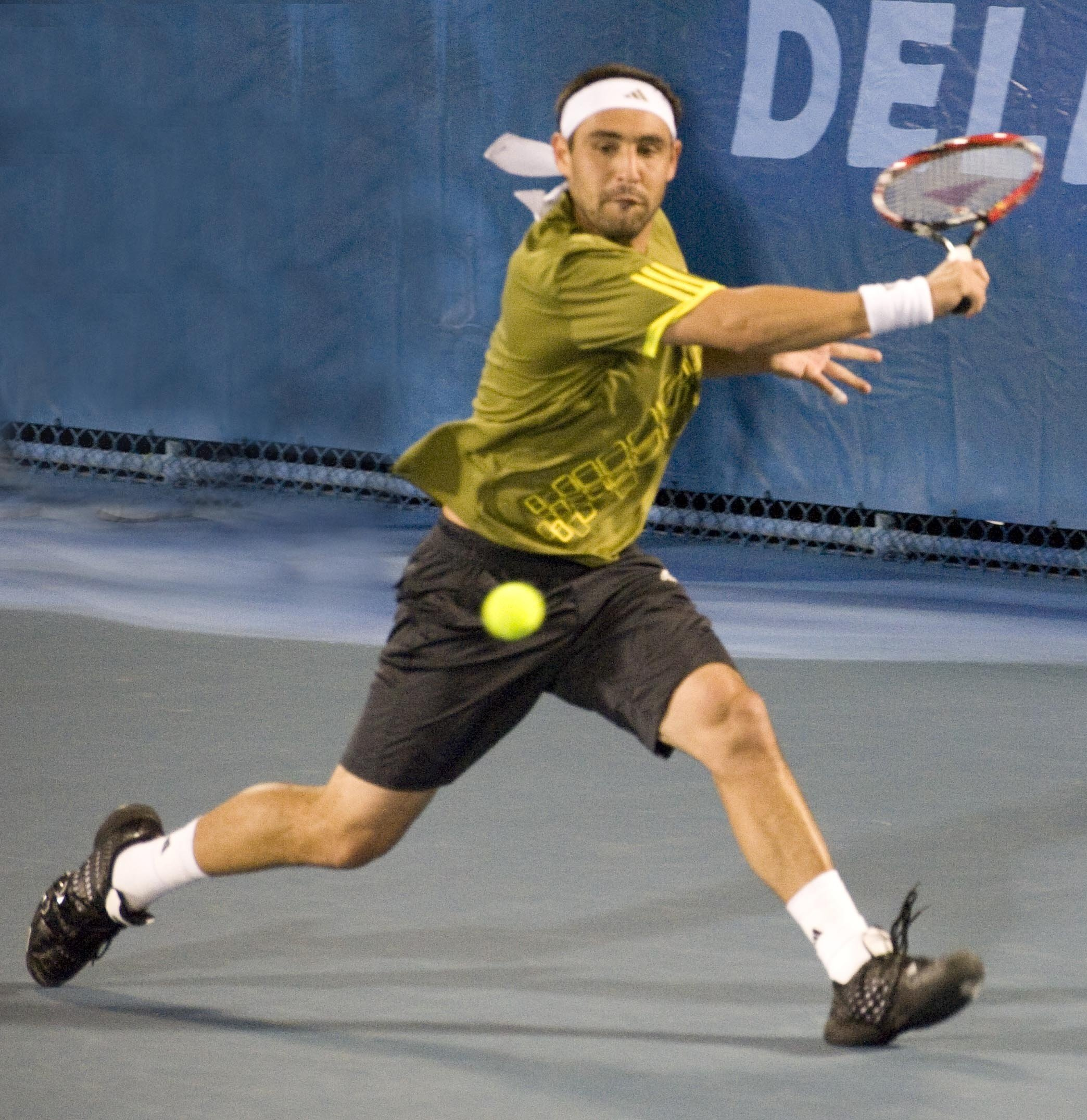
Márcos Baghdatís, premier vainqueur du tournoi en 2009.

### Simple
| Année | Vainqueur              | Finaliste              | Score           |
| ----- | ---------------------- | ---------------------- | --------------- |
| 2009  | Márcos Baghdatís       | Xavier Malisse         | 6-4, 6-1        |
| 2010  | Jerzy Janowicz         | Édouard Roger-Vasselin | 3-6, 7-68, 7-68 |
| 2011  | Édouard Roger-Vasselin | Arnaud Clément         | 6-4, 6-3        |
| 2012  | Josselin Ouanna        | Flavio Cipolla         | 6-4, 7-5        |
| 2013  | Marc Gicquel           | Matteo Viola           | 6-4, 6-3        |
| 2014  | Nicolas Mahut          | Vincent Millot         | 63-7, 6-4, 6-3  |
| 2015  | Ivan Dodig             | Nils Langer            | 6-3, 6-2        |
| 2016  | Daniil Medvedev        | Joris De Loore         | 6-3, 6-3        |

### Double
| Année | Vainqueurs                                   | Finalistes                           | Score              |
| ----- | -------------------------------------------- | ------------------------------------ | ------------------ |
| 2009  | Jiří Krkoška Lukáš Lacko                     | Ruben Bemelmans Niels Desein         | 6-1, 3-6, [10-3]   |
| 2010  | Gilles Müller Édouard Roger-Vasselin         | Andis Juška Deniss Pavlovs           | 6-0, 2-6, [13-11]  |
| 2011  | Pierre-Hugues Herbert Édouard Roger-Vasselin | Arnaud Clément Nicolas Renavand      | 6-0, 4-6, [10-7]   |
| 2012  | Laurynas Grigelis Uladzimir Ignatik          | Jordi Marsé-Vidri Carles Poch-Gradin | 64-7, 6-3, [10-6]  |
| 2013  | Pierre-Hugues Herbert Albano Olivetti        | Marc Gicquel Josselin Ouanna         | 6-3, 65-7, [15-13] |
| 2014  | Pierre-Hugues Herbert Konstantin Kravchuk    | David Guez Martin Vaisse             | 6-1, 7-63          |
| 2015  | Ken Skupski Neal Skupski                     | Andrej Martin Igor Zelenay           | 6-4, 6-1           |
| 2016  | Ken Skupski Neal Skupski                     | David O'Hare Joe Salisbury           | 65-7, 6-4, [10-5]  |